# Silencer
Een silencer is een cis-element dat de transcriptie van het DNA remt. Een silencer zit voor of achter de promotor van een gen. De silencer bindt transcriptieregulerende factoren, de zogenaamde repressoren. Door de binding kan RNA-polymerase de transcriptie in mindere mate of in het geheel niet beginnen en zorgt zo voor verlaging of volledige onderdrukking van de vorming van RNA.
Een voorbeeld hiervan is de lac-onderdrukker. Elektrostatische krachten houden de lac-onderdrukker op zijn plaats. Wanneer er lactose aanwezig is haakt de onderdrukker zich aan de lactose vast en gaat de onderdrukker in de andere vorm over, waardoor het loslaat van het DNA. De technische term voor deze vormveranderingen wordt "allosterische signaaltransductie" genoemd.